# Schwefelung
Das Schwefeln (auch Schwefelung) ist eine Konservierungsmethode und wird hauptsächlich für die Verlängerung der Haltbarkeit von Wein, Trockenobst sowie Meerrettich angewendet. Konservierend wirkt dabei das Schwefeldioxid bzw. das in wässriger Lösung gebildete Sulfit.
Die Schwefelung ist seit der Antike bekannt. Sie wurde zeitweise aufgrund der Überschwefelung verboten. Kaiser Maximilian I. erlaubte die Schwefelung für Wein wieder und schrieb einen Höchstwert vor (ca. 40 mg/l).
Der Schwefelbedarf bei der Weinbereitung ist abhängig von der Rebsorte und vom Lesezeitpunkt, Weißweine benötigen in der Regel mehr SO2 als Rotweine, Qualitätsweine benötigen weniger SO2 als Prädikatsweine, da diese oft einen höheren Anteil an edelfaulem Lesegut aufweisen (Gesetzliche Höchstwerte: Für Weine unter 5 g/l Restzucker, rot: 150 mg/l, weiß und rosé: 200 mg/l; für Weine mit mehr als 5 g/l Restzucker: rot: 200 mg/l, weiß und rosé: 250 mg/l; Spätlese : 300 mg/l; Auslese: 350 mg/l; Beeren-, Trockenbeerenauslese, Eiswein: 400 mg/l).
Es gibt mehrere Möglichkeiten, ein Produkt zu schwefeln:
- Verbrennen von Schwefel in leeren Weinfässern zu gasförmigem Schwefeldioxid SO2(g)
- Zusatz von Kaliumdisulfit K2S2O5, das in saurer Lösung Schwefeldioxid SO2 abspaltet
- Zugabe von verflüssigtem Schwefeldioxid SO2(l)
- Zugabe von Schwefliger Säure-Lösung H2SO3
- Zugabe von Natriumhydrogensulfit NaHSO3
- Zugabe von Natriumsulfit Na2SO3

Diese Methoden unterscheiden sich durch Sicherheits- und Dosierungsaspekte. Das Abbrennen von Schwefel ist eine historische Methode und wird heute in der Regel nicht mehr angewendet, da die Dosierung zu ungenau ist. Das Abbrennen von Schwefel hat neben der Schwefelung des Weines auch die Aufgabe, leere, aber innen feuchte Holzfässer zu konservieren. Bei diesem Verfahren wird solange Schwefel im Fassinnenraum verbrannt, bis die Verbrennung wegen Sauerstoffmangel endet. Eine alternative Fasskonservierung ist die Befüllung des Fasses mit geschwefeltem Wasser.
Wein wird beim Maischestand, nach der Gärung und bei der Abfüllung, geschwefelt. Weißwein benötigt mehr Schwefel als Rotwein. Bei der Mitverarbeitung fauler Trauben muss erheblich mehr Schwefel eingesetzt werden. Ohne Schwefelung kann kein reduktiver Wein erzeugt werden. Nur bei oxidativen Naturweinen kann darauf verzichtet werden.

## Wirkungsweise
- antimikrobiell: Wie andere Konservierungssäuren kann nur das undissoziierte Säuremolekül die Zellmembran von Mikroorganismen passieren. Beim Schwefeln wirkt praktisch nur das physikalisch gelöste (SO2 + H2O), welches den Stoffwechsel unwiederbringlich hemmt und die Zellmembran schädigt.
- enzymdeaktivierend: Verschiedene Enzyme, darunter die Oxidation fördernde, werden durch SO2 verschieden stark gehemmt. Diese Hemmung kann durch Zerstörung der Sekundär- und Tertiärstruktur der Enzyme erfolgen.
- reduzierend: Bestandteile des geschwefelten Produkts, die durch Sauerstoff oxidiert wurden, können unter Oxidierung der als Bisulfit-Ion (Hydrogensulfit, HSO3−) gelösten Schwefligen Säure zu Sulfationen (SO42−) reduziert werden. Das Bisulfition kann durch freien Sauerstoff oxidiert werden und schützt somit das Produkt vor Oxidation.
- sensorisch: Ein Zusatznutzen entsteht bei der Weinbereitung, indem sich SO2 an das Methanal (Formaldehyd) bindet, unterdrückt es den unerwünschten Einfluss dieses Nebenprodukts der alkoholischen Gärung auf den Geschmack.

## Problem Acetaldehyd
Der Hauptzweck der Schwefelung ist die Bindung des Acetaldehyds, ohne die kein Wein auskommt. Die Mengen sind jedoch gering: zwischen 10 und 30 Milligramm SO2 je Liter. Weißweine benötigen wegen der erhöhten Oxidationsanfälligkeit etwas mehr Schwefeldioxid, Rotweine etwas weniger. Schwefeldioxid bindet aber nicht nur das Acetaldehyd. Er reagiert auch mit anderen Inhaltsstoffen des Weins, etwa der Brenztraubensäure, der Ketoglutarsäure und der Glucose. Schwefeldioxid verändert und beeinträchtigt also den Geschmack des Weins. Schon aus diesem Grunde bemühen sich die Erzeuger feiner Weine, die Schwefelgaben so niedrig wie möglich zu halten. Soweit das Schwefeldioxid mit Inhaltsstoffen chemisch umgesetzt wurde („gebundener Schwefel“), ist es sensorisch nicht wahrnehmbar und gesundheitlich ohne Bedeutung. Anders der sogenannte „freie Schwefel“: Er liegt im Wein als Sulfit vor, d. h. als Salz der Schwefligen Säure. Dieser freie Schwefel ist es, der eventuell riechbar ist und gesundheitliche Beschwerden hervorrufen kann, falls der Wein zu hoch geschwefelt wurde.

## Methoden zur Bestimmung
Die Probe wird angesäuert (Phosphorsäure) und erhitzt. Die dabei entstehende Schweflige Säure liegt im Gleichgewicht mit ihrem Anhydrid Schwefeldioxid SO2. Das ausgetriebene SO2(g) wird mit Wasserstoffperoxid H2O2 zu Schwefelsäure H2SO4 oxidiert. Die kann mit einer Base titriert werden. Flüchtige Säuren (z. B. Essigsäure) werden ebenfalls gemessen und müssen aus der Wasserstoffperoxidlösung abdestilliert und gemessen werden. Dieser Gehalt wird vom Schwefeldioxidgehalt abgezogen.
Austreiben
{\displaystyle \mathrm {Na_{2}SO_{3}+H_{3}PO_{4}\longrightarrow H_{2}SO_{3}\rightleftharpoons SO_{2}+H_{2}O} }
Auffangen
{\displaystyle \mathrm {SO_{2}+H_{2}O_{2}\longrightarrow SO_{3}+H_{2}O\longrightarrow H_{2}SO_{4}} }
Titration
{\displaystyle \mathrm {H_{2}SO_{4}+2\ NaOH\longrightarrow Na_{2}SO_{4}+2\ H_{2}O} }

## Deklarationspflicht
Bei allen seit dem 1. Januar 2006 in der Bundesrepublik Deutschland in Verkehr gebrachten Weinen muss die Schwefelung auf dem Etikett ausgewiesen sein, es genügt die Kennzeichnung „Enthält Sulfite“. Weine, die vor dem Stichtag abgefüllt wurden, dürfen auch ohne den Hinweis abverkauft werden.
Die Deklarationspflicht entfällt, wenn ein Wein unter 10 mg/l Schwefel enthält.